# Dunkerque (couraçado)
O Dunkerque foi um couraçado operado pela Marinha Nacional Francesa e a primeira embarcação da Classe Dunkerque, seguido pelo Strasbourg. Sua construção começou em dezembro de 1932 no Arsenal de Brest e foi lançado ao mar em outubro de 1935, sendo comissionado na frota francesa no final de dezembro de 1936. Era armado com uma bateria principal composta por oito canhões de 330 milímetros montados em duas torres de artilharia quádruplas, possuía deslocamento de mais de 35 mil toneladas e conseguia alcançar uma velocidade máxima de 29 nós.
O couraçado teve um serviço tranquilo durante os tempos de paz, participando principalmente de exercícios de treinamento e viagens para portos estrangeiros. Com o início da Segunda Guerra Mundial em setembro de 1939, ele caçou cruzadores alemães no Oceano Atlântico e também fez escoltas de comboios comerciais Aliados. O Dunkerque foi chamado de volta para o Mar Mediterrâneo em abril de 1940 para dissuadir a entrada da Itália na guerra, porém os franceses se renderam para a Alemanha depois da derrota na Batalha da França no final de junho.
O armistício especificou que toda a frota francesa deveria ser desmilitarizada, com o Dunkerque ficando em Mers-el-Kébir. Os britânicos atacaram a base francesa em julho para que as embarcações não fossem tomadas pelos alemães, com o couraçado sendo seriamente danificado. Foi enviado para Toulon em fevereiro de 1942 para passar por reparos definitivos, porém foi deliberadamente afundado em novembro para que não fosse capturado pelos alemães. Depois disso foi parcialmente desmontado no local e bombardeado até ser completamente desmontado após a guerra.

## Características

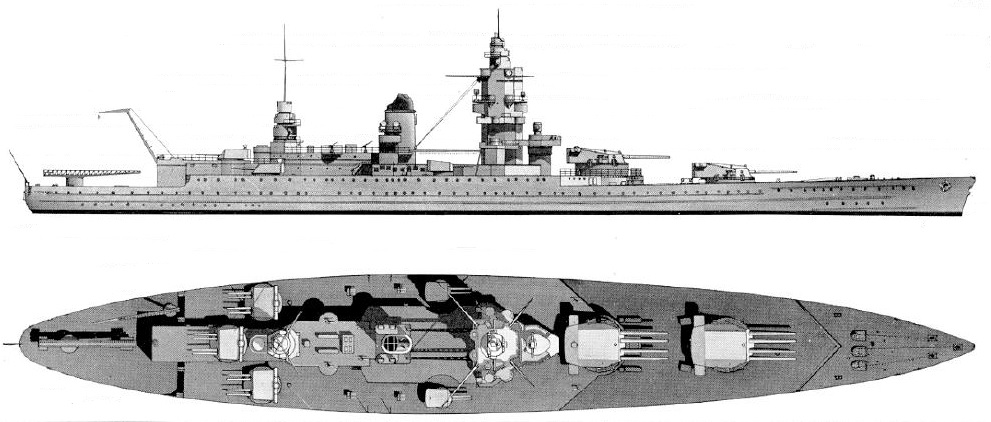
Desenho do Dunkerque

A equipe de projetos da Marinha Nacional Francesa passou a década que sucedeu o Tratado Naval de Washington de 1922 tentando produzir um projeto satisfatório para preencher as setenta mil toneladas permitidas ao país pelo tratado. Os franceses inicialmente tentaram responder aos cruzadores pesados italianos da Classe Trento, porém todas as propostas foram rejeitadas. Os cruzadores pesados alemães da Classe Deutschland se tornaram o novo foco em 1929. O projeto tinha de respeitar os termos do Tratado Naval de Londres de 1930, que limitava os franceses a dois navios de 23,3 mil toneladas até 1936. Um projeto desse tamanho foi apresentado, mas rejeitado em 1931 pelo parlamento francês. Foi então desenvolvido um novo projeto de 26,5 mil toneladas com canhões de 330 milímetros, tendo maior blindagem mas uma velocidade máxima um pouco mais baixa. Este projeto foi aprovado no começo de 1932 e o Dunkerque encomendado em 26 de outubro.
O Dunkerque tinha 214,5 metros de comprimento de fora a fora, uma boca de 31,08 metros e um calado máximo de 8,7 metros. Tinha um deslocamento padrão de 26,5 mil toneladas, enquanto o deslocamento carregado era de 35,5 mil toneladas. Seu sistema de propulsão era composto por quatro conjuntos de turbinas a vapor Parsons alimentadas por seis caldeiras Indret a óleo combustível. Tinha uma potência indicada de 109 mil cavalos-vapor (80,2 mil quilowatts) para uma velocidade máxima de 29,5 nós (54,6 quilômetros por hora), com sua autonomia sendo de 7 850 milhas náuticas (14 540 quilômetros) a 15 nós (28 quilômetros por hora). A embarcação era equipada com dois hidroaviões para reconhecimento aéreo, uma catapulta de lançamento na popa e um guindaste para içá-los do mar. Sua tripulação ficava entre 1 381 e 1 431 oficiais e marinheiros.
A bateria principal tinha oito canhões Modelo 1931 calibre 50 de 330 milímetros em duas torres de artilharia quádruplas, ambas à vante da superestrutra com a segunda sobreposta à primeira. O armamento secundário tinha dezesseis canhões de duplo-propósito Modelo 1932 calibre 45 de 130 milímetros em três torres de artilharia quádruplas e duas duplas, essas instaladas na popa e estas à meia-nau. A bateria antiaérea tinha oito canhões Modelo 1925 calibre 50 de 37 milímetros em quatro montagens duplas e 32 metralhadoras de 13,2 milímetros em montagens quádruplas. O cinturão principal tinha 225 milímetros de espessura à meia-nau, já o convés blindado tinha entre 115 e 125 milímetros. As torres de artilharia principais tinham frentes de 330 milímetros, laterais de 250 milímetros e tetos de 150 milímetros. A torre de comando tinha laterais de 270 milímetros.
O Dunkerque foi modificado algumas vezes durante sua carreira. Uma cobertura para a chaminé foi adicionada em 1937 e quatro dos canhões de 37 milímetros foram removidos. Estes foram substituídos no ano seguinte por novas armas do Modelo 1933. As metralhadoras também foram rearranjadas ligeiramente, com duas montagens que originalmente ficavam ao lado da segunda torre de artilharia principal sendo movidas mas para ré. Um novo telêmetro de catorze metros foi instalado em 1940 no alto da torre.

## História

### Construção

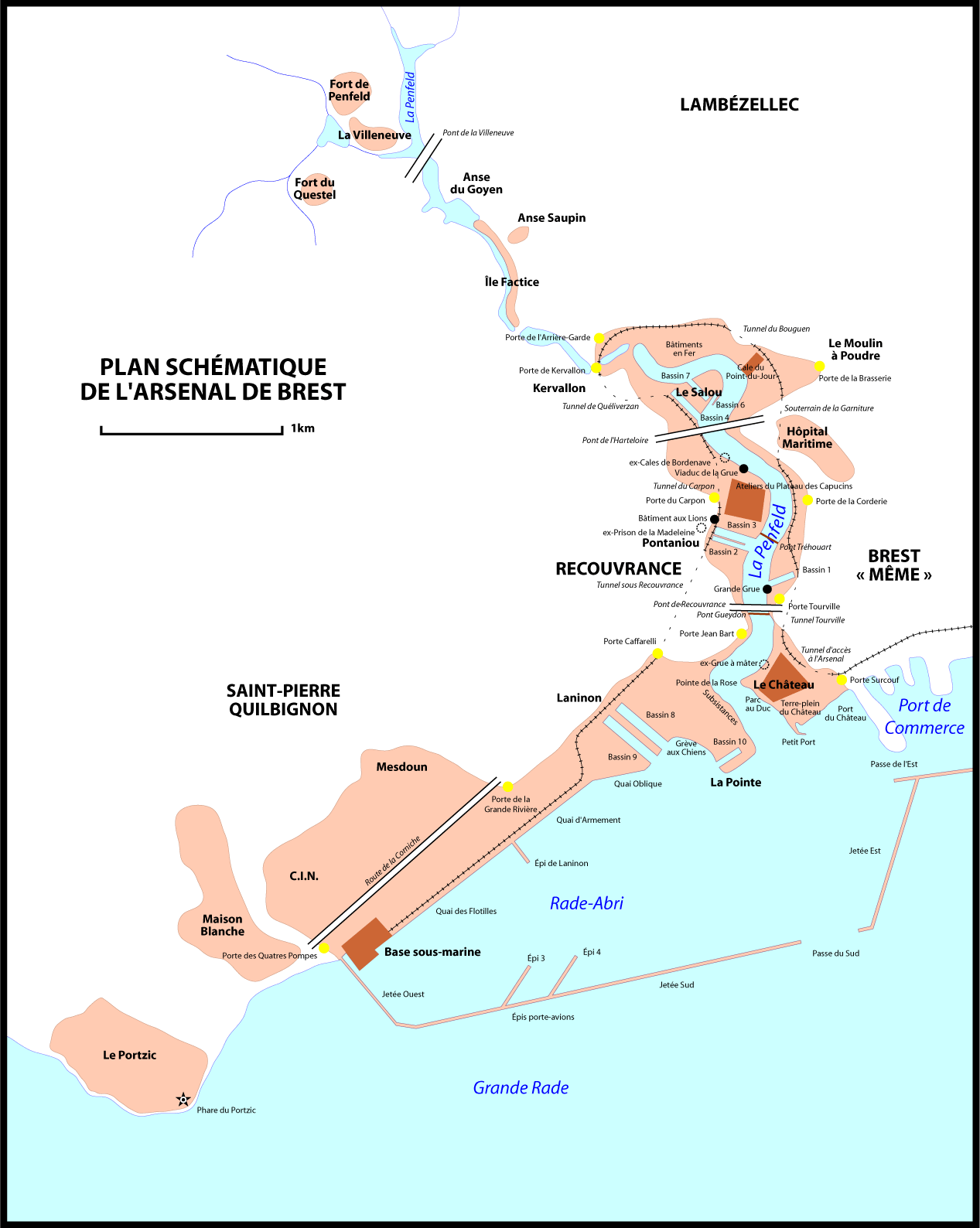
Mapa do Arsenal de Brest, onde o Dunkerque foi construído e equipado

O batimento de quilha do Dunkerque ocorreu em 24 de dezembro de 1932 na doca seca Salou nº 4 do Arsenal de Brest. O casco foi completado faltando os dezessete metros da extremidade de vante da proa pois a doca em que foi construído tinha apenas duzentos metros de comprimento, muito pequena para acomodar a embarcação inteira. Foi lançado ao mar em 2 de outubro de 1935 e rebocado para a doca seca Laninon nº 8, onde a parte faltante de sua proa foi instalada. Depois disso foi rebocado até o Cais de Armamento para que seus armamentos fossem instalados e a equipagem iniciada. Testes marítimos foram realizados a partir de 18 de abril de 1936, porém na época sua superestrutura não estava finalizada e muitas de suas armas secundárias e antiaéreas ainda não tinham sido instaladas. Voltou para Brest dois dias depois e teve seus maquinários inspecionados, com mais testes ocorrendo em maio. Sua avaliação formal começou em 22 de maio e continuou até 9 de outubro. O Dunkerque partiu em 4 de fevereiro de 1937 para testes de artilharia de sua bateria secundária; a bordo estavam o vice-almirante Morris e o contra-almirante Rivet para observar. Testes para a bateria principal foram adiados do dia 8 para os dias 11 a 14 devido ao mau tempo. O vice-almirante François Darlan, o Chefe do Estado-Maior Naval Geral, subiu a bordo em 3 de março para observar mais testes de artilharia. Estes testes continuaram até abril.
O vice-almirante Devin, o Prefeito Marítimo da 2ª Região, subiu a bordo em 15 de maio a fim de levar o Dunkerque para representar a França na revista naval em celebração à coroação do rei Jorge VI do Reino Unido e da rainha Isabel. Deixou Brest em 17 de maio e retornou no dia 23. Participou quatro dias depois de outra revista naval em Île de Sein, onde recepcionou Darlan e Alphonse Gasnier-Duparc, o Ministro Naval. Testes de artilharia foram retomados e continuaram até junho, retornando para Brest para mais trabalhos. O couraçado voltou ao mar para mais testes no final de julho e então retornou outra vez para Brest para mais trabalhos de 15 de agosto a 14 de outubro. Sua tripulação preparou o Dunkerque no início de 1938 para seu primeiro grande cruzeiro que testaria sua capacidade de operar longe de casa. Ele começou em 20 de janeiro e o levou pelas colônias francesas no Oceano Atlântico; paradas incluíram Forte da França em Martinica entre 31 de janeiro e 4 de fevereiro, e Dacar na África Ocidental Francesa de 25 de fevereiro a 1º de março. Retornou para Brest em 6 de março, realizando mais testes de artilharia até o dia 11.
O Dunkerque passou por mais um período de inspeção de equipamentos e testes de artilharia ao retornar do cruzeiro, com os testes continuando até maio. De 1º a 4 de julho ele navegou pelo Canal da Mancha até sua cidade homônima, retornando para Brest em 6 de julho depois de parar em Saint-Vaast-la-Hougue entre os dias 4 e 5. Jorge VI e Isabel visitaram Bolonha em 16 de julho, assim o couraçado deixou Brest no mesmo dia na companhia de outros navios para se encontrarem com os monarcas britânicos no local. O Dunkerque partiu para Calais em 22 de julho, saudando o rei e a rainha enquanto estes voltavam para casa. A embarcação foi finalmente declarada pronta para o serviço em 1º de setembro e designada para a Esquadra do Atlântico, tornando-se a capitânia de seu comandante, o vice-almirante de esquadra Marcel-Bruno Gensoul.

### Tempos de paz

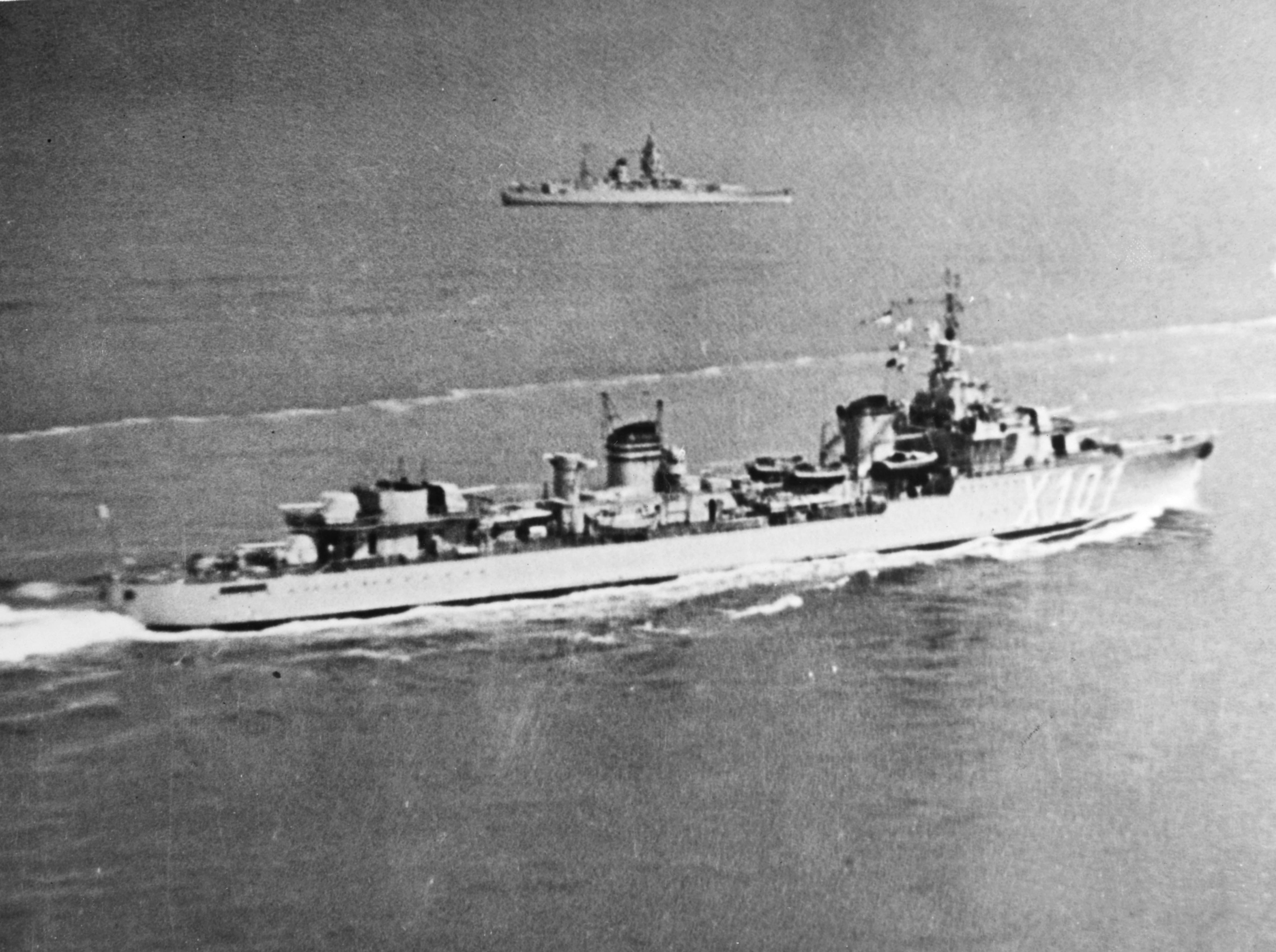
O contratorpedeiro e o Dunkerque realizando exercícios de treinamento em junho de 1939

O Dunkerque continuou com seu programa de treinamento depois de entrar em serviço, porém agora também incluía exercícios com o resto da frota. A Esquadra do Atlântico na época também tinha os três couraçados da Classe Bretagne na 2ª Divisão de Batalha, três cruzadores na 4ª Divisão de Cruzadores, o porta-aviões Béarn e vários contratorpedeiros e barcos torpedeiros. Ele participou de manobras com o Béarn, dois barcos torpedeiros e uma chalupa próximos do litoral da Bretanha entre 18 e 20 de outubro. O Dunkerque deixou Brest em 8 de novembro com o porta-aviões e a 4ª Divisão de Cruzadores para uma visita a Cherbourg a fim de celebrar o vigésimo aniversário do Armistício de Compiègne que encerrou a Primeira Guerra Mundial. As embarcações então retomaram seus exercícios de treinamento, terminando com seu retorno à Brest em 17 de novembro. O navio usou os destroços do antigo couraçado Voltaire como alvo de tiro antes de retornar ao estaleiro para uma manutenção que durou até 27 de fevereiro de 1939.
O couraçado partiu no dia seguinte para manobras com a Esquadra do Atlântico no litoral da Bretanha, com mais um período de manutenção ocorrendo de 17 de março a 3 de abril. Treinamentos de artilharia no litoral da Bretanha ocorreram entre 4 e 7 de abril. O comando naval francês, em resposta à exigência da Alemanha de anexar a região dos Sudetos da Tchecoslováquia, enviou em 14 de abril o Dunkerque, três cruzadores rápidos e oito contratorpedeiros para dar cobertura ao cruzador de treinamento Jeanne d'Arc enquanto este voltava das Antilhas Francesas; uma esquadra alemã centrada no cruzador pesado Admiral Graf Spee estava na época próxima do litoral da Espanha. Todas as embarcações chegaram em casa dois dias depois. A Esquadra do Atlântico recebeu o couraçado Strasbourg, irmão do Dunkerque, em 24 de abril e os dois foram designados como a 1ª Divisão de Batalha. Eles receberam listras em suas chaminés para identificação, uma para o Dunkerque como o líder de divisão e duas para o Strasbourg.
A esquadra foi para o mar no dia seguinte para exercícios que duraram até 29 de abril. O Dunkerque e o Strasbourg partiram em 1º de maio para um cruzeiro até Lisboa, em Portugal, chegando dois dias depois para celebrações do aniversário da descoberta do Brasil. Deixaram Portugal em 4 de maio e retornaram para Brest três dias depois. Encontraram-se no local com uma esquadra britânica em visita à França. Os dois couraçados franceses fizeram uma surtida em 23 de maio com a 4ª Divisão de Cruzadores e três divisões de contratorpedeiros para manobras próximas do litoral do Reino Unido. O Dunkerque e o Strasbourg então visitaram portos britânicos, Liverpool de 25 a 30 de maio, Oban de 31 de maio a 4 de junho, Staffa em 4 de junho, Loch Ewe de 5 a 7 de junho, Scapa Flow em 8 de junho e Rosyth de 9 a 14 de junho, em seguida parando em Le Havre na França entre 16 e 20 de junho. Retornaram a Brest no dia seguinte. A esquadra fez mais treinamentos próxima da Bretanha no decorrer de julho e início de agosto.

### Segunda Guerra Mundial

#### Primeiras ações
As tensões com a Alemanha aumentaram em agosto, desta vez acerca de reivindicações territoriais sobre a Polônia, com as marinhas francesa e britânica discutindo coordenação em caso de guerra; eles concordaram que os franceses seriam responsáveis por dar cobertura para navios mercantes Aliados do sul do Canal da Mancha até o Golfo da Guiné na África. A Força de Ataque foi criada centrada ao redor do Dunkerque e Strasbourg com o objetivo de proteger rotas comerciais de corsários alemães. Este grupo ficou sob o comando de Gensoul e também tinha três cruzadores rápidos e oito contratorpedeiros, ficando baseada em Brest. Observadores britânicos informaram a Marinha Nacional que os cruzadores pesados da Classe Deutschland tinham ido para o mar no final de agosto, rumo ao Atlântico, e que o contato com as embarcações tinha sido perdido. A Força de Ataque fez uma surtida de Brest para fazer guarda contra qualquer possível ataque dos navios alemães em 2 de setembro, um dia depois da Alemanha invadir a Polônia mas antes de França e Reino Unido terem declarado guerra. Gensoul, ao ser informado que navios alemães tinham sido avistados no Mar do Norte, ordenou que sua esquadra voltasse para o porto depois de se encontrar com o transatlântico francês SS Flandre nos Açores. A Força de Ataque escoltou o navio de passageiros e chegaram em Brest no dia 6.
Franceses e britânicos formaram grupos de caça para rastrear os corsários alemães à solta no Atlântico. A Força de Ataque foi dividida, com o Dunkerque e Strasbourg operando individualmente como Força L e Força X, respectivamente. O Dunkerque, Béarn e três cruzadores ficaram em Brest, enquanto o Strasbourg e dois cruzadores pesados juntaram-se ao porta-aviões britânico HMS Hermes em Dacar. O Dunkeque, dois dos cruzadores e contratorpedeiros de escolta fizeram uma surtida em 22 de outubro para dar cobertura ao Comboio KJ 3 partindo de Kingston, na Jamaica, chegando em Brest três dias depois. Foram para o mar novamente em 25 de novembro com o cruzador de batalha britânico HMS Hood para encontrar os couraçados alemães Scharnhorst e Gneisenau, que tinham acabado de afundar o navio mercante armado britânico HMS Rawalpindi. O Dunkerque encontrou mares bravios enquanto navegava próximo da Islândia; sua proa supostamente submergiu repetidas vezes sobre ondas grandes e ele precisou reduzir a velocidade para dez nós (dezenove quilômetros por hora) a fim de evitar danos. Os alemães nessa altura já tinham voltado para casa, assim a força anglo-francesa fez o mesmo.

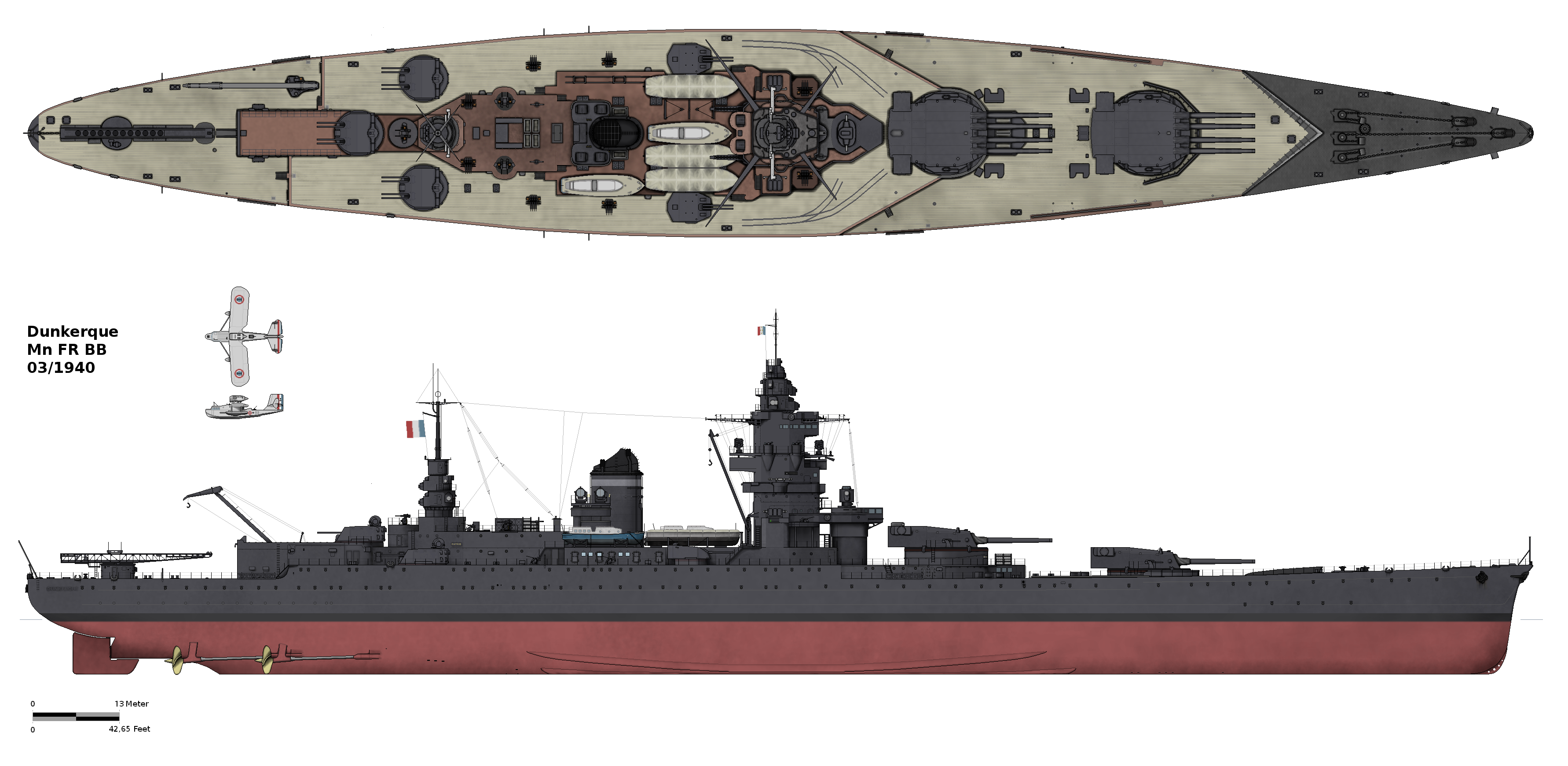
Desenho da configuração do Dunkerque em fevereiro de 1940

O Dunkerque chegou em Brest em 3 de dezembro e entrou em uma doca seca para passar por reparos em sua proa. A experiência na Islândia destacou suas falhas de projeto, incluindo borda livre insuficiente e uma construção não forte o bastante. Entretanto, estes problemas não poderiam ser facilmente corrigidos, deixando a Classe Dunkerque vulnerável a tempestades. O navio e o cruzador rápido Gloire transportaram em 11 de dezembro uma grande parte das reservas de ouro do Banco da França para o Canadá. Chegaram no dia 17 e na viagem de volta deram cobertura para um comboio de navios de transporte de tropas que também tinha o couraçado britânico HMS Revenge. O comboio se encontrou no mar em 29 de dezembro com forças de escolta locais ao oeste da Irlanda, permitindo que o Dunkerque e Gloire voltassem para Brest. Chegaram em 4 de janeiro e o couraçado foi para outro período de manutenção que durou até 6 de janeiro. Ele então realizou testes marítimos e manobras de treinamento entre 21 de fevereiro e 23 de março.
A Itália estava no início de 1940 com uma postura cada vez mais hostil, assim a Força de Ataque foi enviada em 2 de abril para Mers-el-Kébir, na Argélia. Os dois couraçados mais dois cruzadores e cinco contratorpedeiros chegaram três dias depois. Entretanto, a esquadra recebeu ordens para voltar a Brest alguns dias depois em resposta à invasão alemã da Noruega em 9 de abril. A Força de Ataque deixou Mers-el-Kébir no mesmo dia e chegou em Brest no dia 12; a intenção era para que desse cobertura aos comboios reforçando as tropas Aliadas lutando na Noruega. Todavia, a ameaça italiana continuou a pesar para o comando francês, que rescindiu as ordens dos navios e ordenou em 24 de abril que voltassem para Mers-el-Kébir. O Dunkerque e o resto do grupo partiram no mesmo dia e chegaram no dia 27. Realizaram treinamentos no Mediterrâneo Ocidental em 9 e 10 de maio, mas pouco fizeram pelo mês seguinte. A Itália declarou guerra contra a França e Reino Unido em 10 de junho.
O Dunkerque e o Strasbourg fizeram uma surtida dois dias depois para interceptar navios alemães e italianos relatados incorretamente na área. Os franceses tinham uma inteligência errônea que indicava que os alemães tentariam forçar um grupo de couraçados pelo Estreito de Gibraltar a fim de reforçar a frota italiana. Aeronaves de reconhecimento relataram uma frota inimiga navegando do Mediterrâneo em direção de Gibraltar. Os franceses presumiram que era a frota italiana navegando para se encontrar com os alemães, assim aumentaram sua velocidade para interceptá-los, porém descobriram que as aeronaves tinham na verdade avistado a própria frota francesa. Os navios então retornaram para Mers-el-Kébir. A França se rendeu para a Alemanha em 22 de junho depois de ser derrotada na Batalha da França; foi proposto durante as negociações de paz que vários navios franceses fossem desmilitarizados em Toulon, mas sob os termos do Armistício o Dunkerque e o Strasbourg deveriam permanecer em Mers-el-Kébir.

#### Mers-el-Kébir

Mapa das posições e rotas dos navios franceses durante o Ataque a Mers-el-Kébir

Os britânicos interpretaram errado os termos do armistício, acreditando que ele dava aos alemães acesso à frota francesa, passando a temer que as embarcações seriam tomadas e colocadas a serviço contra a Marinha Real apesar das garantias de Darlan de que elas seriam deliberadamente afundadas caso os alemães tentassem tomá-las. O primeiro-ministro Winston Churchill conseguiu convencer o Gabinete de Guerra de que a frota francesa deveria ser neutralizada ou forçada a reentrar na guerra pelo lado do Reino Unido. A Força H, sob o comando do vice-almirante sir James Somerville e centrada no Hood e nos couraçados HMS Valiant e HMS Resolution, chegou em Mers-el-Kébir com o objetivo de coagir a esquadra francesa a mudar de lado ou se afundar. A Marinha Nacional recusou, pois isto violaria os termos do armistício com a Alemanha. Consequentemente, os britânicos abriram fogo às 17h55min. O Dunkerque estava atracado no molhe com a popa virada para o mar, assim ele não podia disparar de volta.
Sua tripulação soltou suas amarras e começou a fazer o navio se mexer assim que os britânicos abriram fogo, com o Dunkerque sendo atacado pelo Hood. Os artilheiros franceses conseguiram responder rapidamente e o couraçado disparou várias vezes contra o cruzador de batalha antes de ser atingido por quatro projéteis de 381 milímetros em rápida sucessão. O primeiro projétil foi desviado pelo teto da segunda torre de artilharia principal acima do canhão mais da direita, porém a placa de blindagem foi empurrada para dentro e incendiou cargas de propelentes na metade direita da torre, matando asfixiados todos os tripulantes naquela área; a metade esquerda permaneceu intacta e operacional. O projétil britânico em si não detonou e caiu em terra a dois quilômetros de distância. Fragmentos da placa de blindagem que foi deslocada pelo acerto destruíram um cilindro do canhão da direita, incapacitando-o. O segundo projétil atravessou a popa desprotegida, penetrando o convés blindado e saindo do casco sem detonar. O acerto em si causou poucos danos, mas ele cortou a fiação de controle do leme, forçando o navio a passar a usar seu controle manual, prejudicando a capacidade da tripulação de dirigir o navio eficientemente enquanto tentavam escapar.
O terceiro projétil atingiu a extremidade superior do cinturão de estibordo, facilmente o perfurando pois o cinturão tinha sido projetado para se defender apenas dos projéteis de 283 milímetros alemães. O projétil passou pela sala de manuseio da terceira torre da bateria secundária, incendiando cargas de propelentes e detonando dois projéteis de 130 milímetros, penetrando então a antepara interna e explodindo no armazém médico. A detonação causou grandes danos internos, permitindo que fumaça do incêndio das munições entrassem nas salas de máquinas, que precisaram ser abandonadas, porém estilhaços da explosão travaram as portas fechadas. Apenas uma dúzia de tripulantes conseguiram escapar por meio de uma escada na extremidade de vante da sala. O quarto projétil acertou o cinturão à ré do terceiro acerto e na linha de flutuação. Também perfurou o cinturão e antepara antitorpedo e explodiu na sala de caldeira 2, causando grandes danos aos maquinários de propulsão. O Dunkerque rapidamente perdeu velocidade e toda energia elétrica. O couraçado, incapaz de navegar e de enfrentar seus adversários britânicos, foi encalhado no lado oposto da rada de Mers-el-Kébir para que não afundasse.

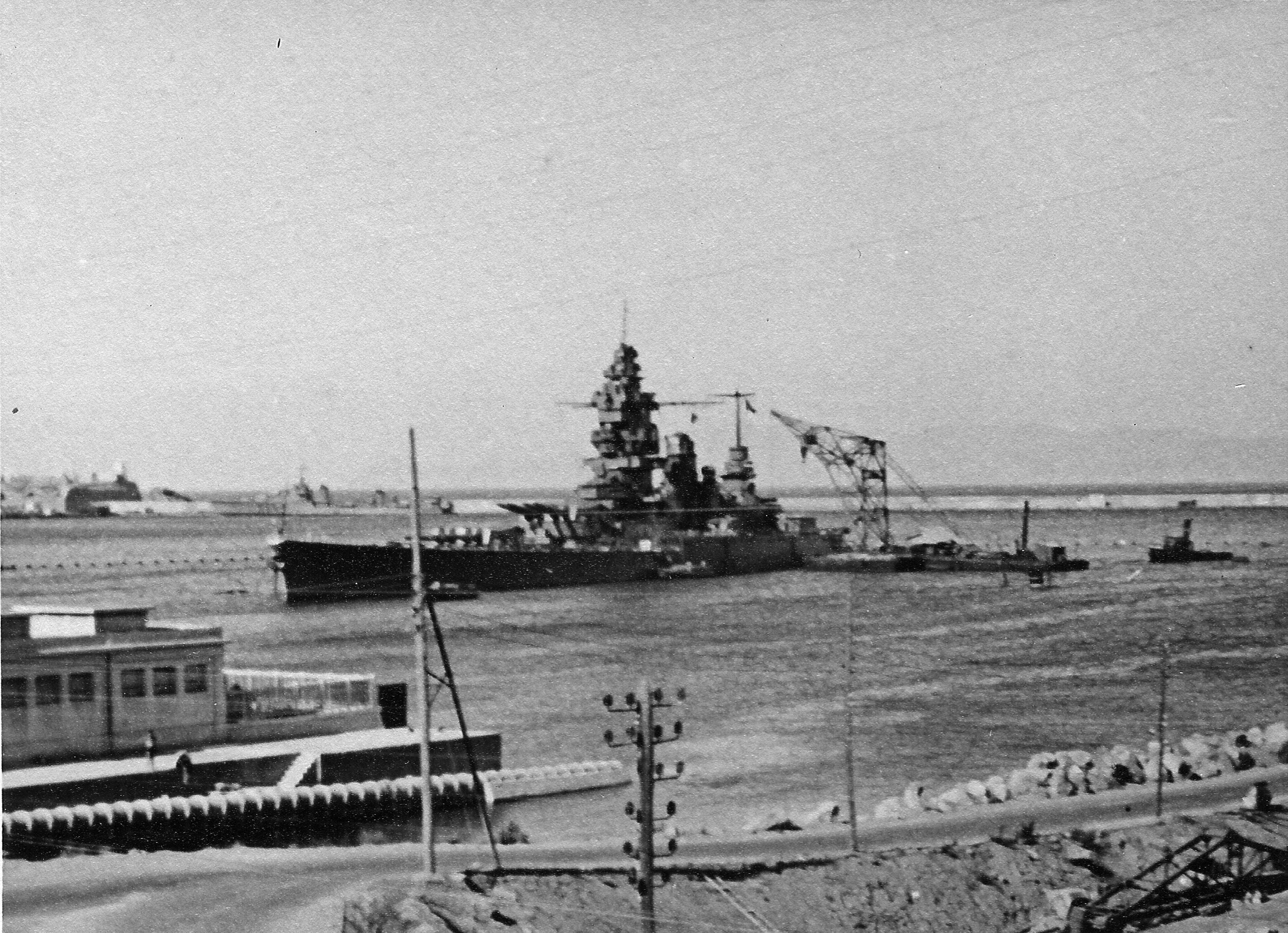
O Dunkerque sob reparos em 3 de julho de 1940 depois do ataque

Os britânicos cessaram fogo depois de menos de vinte minutos, o que limitou os danos infligidos; Somerville esperava minimizar os danos às relações franco-britânicas. Trabalhos de reparo começaram imediatamente; Gensoul ordenou às 20h00min que a tripulação recuperasse os mortos e feridos enquanto as equipes de controle de danos estabilizavam a embarcação. Aproximadamente oitocentos homens que não estavam ocupados com as duas tarefas desembarcaram. Ele entrou em contato com Somerville meia-hora depois informando que o navio tinha sido praticamente evacuado. Os incêndios foram controlados até a manhã seguinte e os trabalhos para tapar os buracos no casco começaram. Tripulantes feridos foram evacuados para um hospital local. Gensoul esperava que o Dunkerque ficasse pronto para navegar até Toulon para reparos permanentes dentro de alguns dias e informou isto a seu superior, o almirante Jean-Pierre Esteva, o comandante das forças navais no Norte da África. Esteva emitiu um comunicado de imprensa na Argélia afirmando isso, o que por sua vez informou os britânicos de que o couraçado não tinha sido incapacitado permanentemente. Churchill então ordenou que Somerville retornasse e destruísse o Dunkerque; Somerville, por sua vez, esperando evitar baixas de civis já que o navio estava encalhado em frente a uma cidade, conseguiu permissão para atacar apenas com aeronaves torpedeiras.
O segundo ataque ocorreu em 6 de julho. Doze torpedeiros Fairey Swordfish armados com torpedos modificados para uso em água rasa foram lançados do porta-aviões HMS Ark Royal em três ondas de seis, três e três aeronaves. Foram escoltados por caças Blackburn Skua. Os franceses não tinham erguido redes antitorpedo ao redor do Dunkerque e Gensoul ordenou que suas armas antiaéreas não fossem operadas, na esperança de que isto fosse reforçar a ideia de que o navio tinha sido evacuado. Três barcos-patrulha foram atracados ao lado do couraçado para evacuar a tripulação restante em caso de novo ataque, com estas embarcações estando carregadas com cargas de profundidade. A primeira onda acertou o barco-patrulha Terre-Neuve uma vez, porém o torpedo não explodiu, mas o buraco aberto em seu casco o fez afundar na água rasa. Outro torpedo acertou seus destroços e detonou, levando a uma explosão secundária de catorze cargas de profundidade, equivalente a 1,4 toneladas de TNT, igual a oito torpedos britânicos. A explosão causou danos sérios à proa do Dunkerque e provavelmente teria resultado em uma explosão de seus depósitos de munição caso seu capitão não tivesse ordenado que os depósitos fossem inundados assim que os Swordfish foram avistados. A explosão matou trinta homens, elevando o total de mortos nos ataques britânicos para 210.
O navio foi mais seriamente danificado no segundo ataque do que no primeiro. Aproximadamente vinte mil toneladas de água entraram através de um buraco de dezoito por doze metros aberto no casco, com quarenta milímetros de seu casco, fundo duplo e antepara antitorpedo sendo deformados. O cinturão de blindagem também foi distorcido e seus conveses blindados empurrados para cima. Uma avaliação dos danos foi realizada em 11 de julho, mas sua extensão estava além do que o estaleiro local era capaz de consertar, pois não havia uma doca seca grande o bastante. Engenheiros de Toulon foram enviados para ajudar nos reparos, que começaram com a fabricação de uma placa de aço de 22,6 por 11,8 metros que foi rebitada sobre o casco entre 19 e 23 de agosto e selada com duzentos metros cúbicos de concreto de 31 de agosto a 11 de setembro. A água dentro do navio foi então bombeada para fora e ele foi reflutuado em 27 de setembro, sendo rebocado para um cais em Saint André para mais reparos. Redes antitorpedo foram erguidas desta vez ao redor, com suas armas antiaéreas estando operadas. Um dos trabalhadores iniciou um incêndio em 5 de dezembro com um maçarico de soldagem.
Os trabalhos de reparo continuaram em 1941 e em abril o Dunkerque realizou testes estacionários de seu maquinário. Sua tripulação voltou em 19 de maio e em julho foi considerado pronto para seguir até Toulon, mas os confrontos entre britânicos com italianos e alemães na Campanha do Mediterrâneo forçaram a Marinha Nacional a esperar para que o navio não fosse pego em um fogo cruzado. Outro incêndio ocorreu a bordo em 25 de janeiro de 1942 devido a um curto-circuito. O couraçado finalmente teve permissão para partir em 19 de fevereiro; ele deixou Mers-el-Kébir às 4h00min escoltado pelos contratorpedeiros Vauquelin, Tartu, Kersaint, Frondeur e Fougueux. Por volta de 65 caças, bombardeios e torpedeiros deram cobertura para a flotilha enquanto faziam a travessia. O couraçado chegou em Toulon às 23h00min do dia seguinte. Sua tripulação foi reduzida em 1º de março para cumprir os termos do armistício, enquanto em 22 de junho ele entrou na grande doca Vauban para reparos permanentes.

#### Toulon

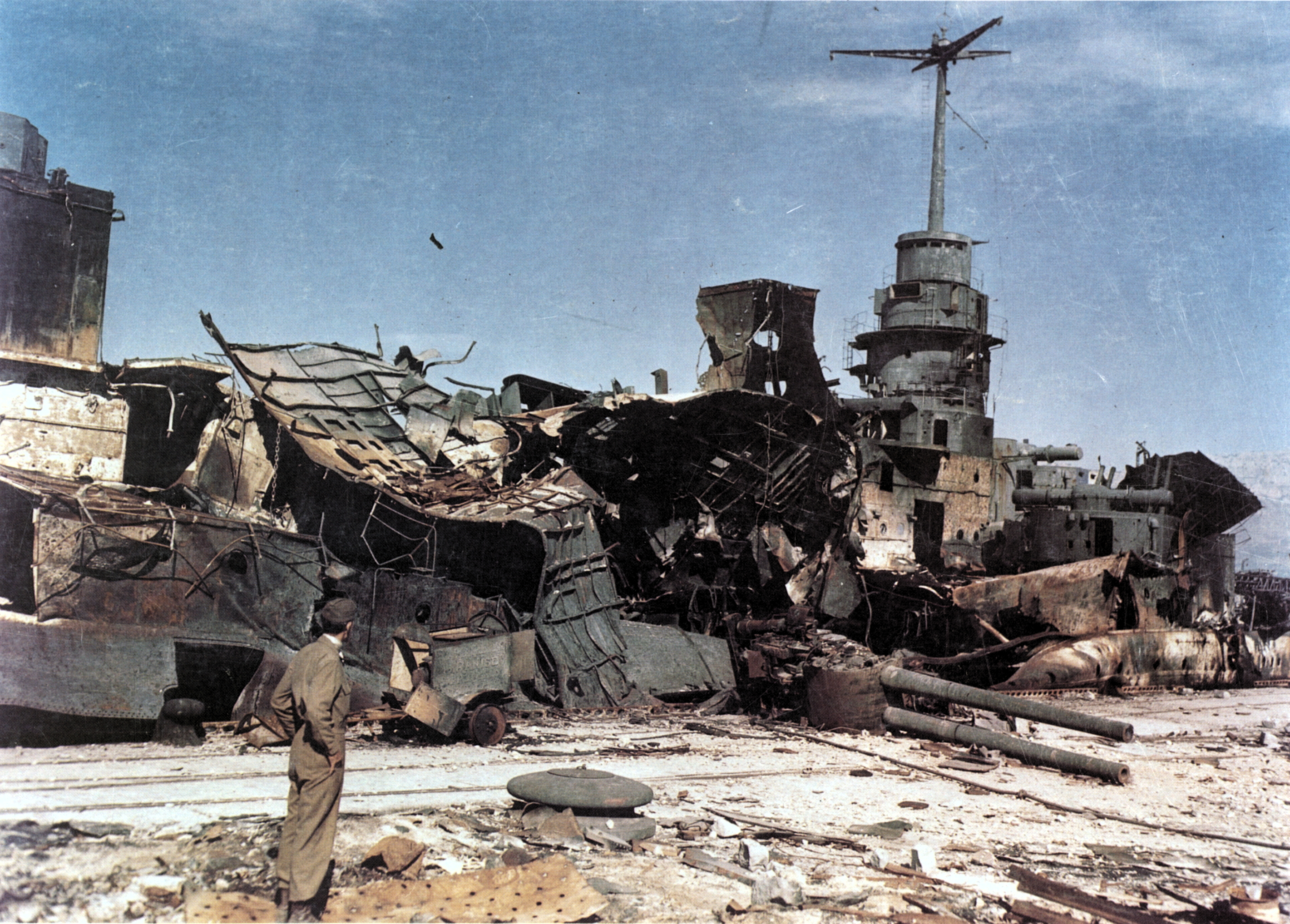
Os destroços do Dunkerque depois de serem tomados pelos Aliados em 1944

Os trabalhos de reparo prosseguiram lentamente devido à escassez de materiais e trabalhadores. A Alemanha ocupou em novembro de 1942 a zona livre da França em retaliação à invasão Aliada do Norte da África e tentou no dia 27 tomar os navios franceses em Toulon. Para que isto não ocorresse, eles foram deliberadamente afundados por sua próprias tripulações, incluindo do Dunkerque, que ainda estava sob reparos na doca Vauban. Cargas de demolição foram colocadas no navio e ele foi incendiado. O capitão de navio Amiel, seu oficial comandante, inicialmente se recusou a afundar o couraçado sem ordens escritas, mas foi convencido pelo capitão do cruzador rápido La Galissonnière a levar adiante o plano. Como ainda estava dentro da doca seca, as eclusas precisaram ser abertas para inundar o navio, algo que demoraria de duas a três horas. Os alemães demoraram mais de uma hora para alcançar o couraçado já que ele estava no lado oposto do estaleiro, mas no meio da confusão acabaram não tentando fechar as eclusas.
A Itália recebeu o controle da maioria dos destroços e foi decidido reparar o maior número possível de navios para que talvez fossem usados pela Marinha Real Italiana, enquanto aqueles que estavam muito danificados para serem trazidos rapidamente ao serviço deveriam ser desmontados como sucata. O Dunkerque foi considerado uma perda total e assim o processo de desmontagem in situ começou. Como parte disto, a embarcação foi deliberadamente danificada para impedir que os franceses a reparassem caso conseguissem tomá-la de volta, com seus canhões principais sendo cortados a fim de incapacitá-los. Os destroços parcialmente desmontados foram então tomados pelos alemães depois da Itália se render aos Aliados em setembro de 1943. A proa do Dunkerque foi removida em 1944 para que o casco fosse flutuado para fora da doca com o objetivo de liberar a doca para outros trabalhos e continuar a desmontagem. Ele foi bombardeado várias vezes por aeronaves Aliadas. Os destroços foram condenados em 15 de setembro de 1955 e renomeados para Q56. O que restava então do navio era não mais do que quinze mil toneladas, sendo vendido para demolição final em 30 de setembro de 1958 por 226,1 milhões de francos.

### Citações
1. ↑   Labayle-Couhat 1974, pp. 37–38
2. ↑   Jordan & Dumas 2009, pp. 19–22, 24–26
3. ↑   Dumas 2001, pp. 13–15
4. ↑   Jordan & Dumas 2009, pp. 28–29
5. ↑   Dumas 2001, pp. 16–17
6. ↑   Breyer 1973, p. 433
7. 1 2 3   Roberts 1980, p. 259
8. ↑   Whitley 1998, p. 45
9. ↑   Garzke & Dulin 1980, p. 73
10. ↑   Garzke & Dulin 1980, pp. 71–72
11. ↑   Jordan & Dumas 2009, p. 38
12. ↑   Dumas 2001, p. 65
13. ↑   Jordan & Dumas 2009, p. 58
14. ↑   Jordan & Dumas 2009, pp. 58–61
15. ↑   Jordan & Dumas 2009, p. 61
16. ↑   Jordan & Dumas 2009, pp. 62, 65
17. ↑   Jordan & Dumas 2009, p. 65
18. ↑   Jordan & Dumas 2009, pp. 65–66
19. ↑   Dumas 2001, pp. 67–68
20. 1 2   Whitley 1998, p. 50
21. ↑   Jordan & Dumas 2009, p. 66
22. ↑   Rohwer 2005, p. 2
23. ↑   Jordan & Dumas 2009, pp. 66, 68
24. ↑   Jordan & Dumas 2009, pp. 68–69
25. ↑   Rohwer 2005, pp. 6, 9
26. ↑   Jordan & Dumas 2005, p. 69
27. ↑   Jordan & Dumas 2005, p. 70
28. ↑   Jordan & Dumas 2009, pp. 70–71
29. ↑   Rohwer 2005, pp. 21, 27, 29–30
30. ↑   Dumas 2001, pp. 68–69
31. ↑   Jordan & Dumas 2009, p. 72
32. ↑   Jordan & Dumas 2009, pp. 72–73
33. ↑   Rohwer 2005, p. 31
34. ↑   Jordan & Dumas 2009, pp. 75, 77
35. ↑   Jordan & Dumas 2009, pp. 78–80
36. ↑   Whitley 1998, p. 51
37. ↑   Dumas 2001, p. 69
38. ↑   Jordan & Dumas 2009, pp. 80–81
39. ↑   Dumas 2001, pp. 70–72
40. ↑   Whitley 1998, pp. 51–52
41. ↑   Jordan & Dumas 2009, p. 84
42. ↑   Jordan & Dumas 2009, pp. 84–86, 88
43. ↑   Rohwer 2005, pp. 31–32
44. ↑   Jordan & Dumas 2009, pp. 85–86, 88
45. ↑   Jordan & Dumas 2009, pp. 88–89
46. 1 2 3   Whitley 1998, p. 52
47. ↑   Dumas 2001, pp. 74–75
48. 1 2   Jordan & Dumas 2009, p. 93
49. ↑   Garzke & Dulin 1980, p. 50
50. ↑   Dumas 2001, p. 75